# C. D. 브로드
C. D. 브로드(C. D. Broad, 1887년 12월 30일 ~ 1971년 3월 11일)는 영국 인식론자, 철학사, 과학철학자, 도덕철학자, 초심리학의 철학적 측면에 대해 쓴 작가였다.